# Medasina fuliginosa
Medasina fuliginosa là một loài bướm đêm trong họ Geometridae.